# Gustave Choquet
Gustave Choquet (pronunciación en francés: /ʃɔkɛ/; 1 de marzo de 1915 - 14 de noviembre de 2006) fue un matemático francés.
Choquet nació en Solesmes. Sus contribuciones incluyen el trabajo en el análisis funcional, la teoría del potencial, topología y teoría de la medida. Es conocido por la creación de la teoría de Choquet, la integral de Choquet y la teoría de las capacidades.
Hizo estudios de posgrado en la Escuela Normal Superior de París, donde su asesor fue Arnaud Denjoy. Fue profesor en la Universidad de París a partir de 1940 hasta 1984 y fue también Profesor en la École polytechnique de 1960 a 1969. Sus honores y premios, incluyen la membresía de la Academia de Ciencias de Francia y la Legión de Honor.
Entre sus alumnos se incluyen Haïm Brezis, Gilles Godefroy, Nassif Ghoussoub, Michel L. Lapidus, y Michel Talagrand.
Se casó con la matemática y física matemática Yvonne Choquet-Bruhat. Murió en Lyon en el año 2006.